# Elmer Dalsgaard film – optagelser fra Asaa
|  | Denne artikel er oprettet af botten Steenthbot ud fra en ekstern database. Den kan derfor have sproglige fejl eller mangler. Denne skabelon kan fjernes efter kontrol af indholdet. |

Elmer Dalsgaard film – optagelser fra Asaa er en dansk dokumentarisk optagelse.

## Handling
Private optagelser af en familie i Asaa. Tre børn leger på en legeplads. Et søskendepar filmes i deres have og på stranden. De får en tur på motorcykel. Besøg på en gård. Køer drives ind fra marken. Børnene leger med hunde, et par store drenge rider på en hest, de små fodrer høns og trækker en kalv rundt i snor. Familien fejrer jul, den lille pige får en dukkeseng. Børnene leger i sne. Forår i farver. Turistforeningens lille tog kører gennem Asaa. En fiskekutter lander sin fangst i havnen. Tre piger plukker blomster ved Dronninglund Hovedgaard med storkerede på taget.
De sidste 5 minutter er i farver. Filmen er uden årstal.